# Référendums de 2021 en Pennsylvanie
Quatre référendums ont lieu en 2021 en Pennsylvanie, tous organisés le 18 mai. 